# Passo di Agario
Il passo di Agario o passo Agario è un passo di montagna situato nel territorio di Alto Malcantone, nel Canton Ticino.

## Descrizione
Nei pressi si trova il rifugio Agario. Dalla zona del passo è possibile vedere le Alpi e i laghi Ceresio e Verbano insieme.